# Banhoppning

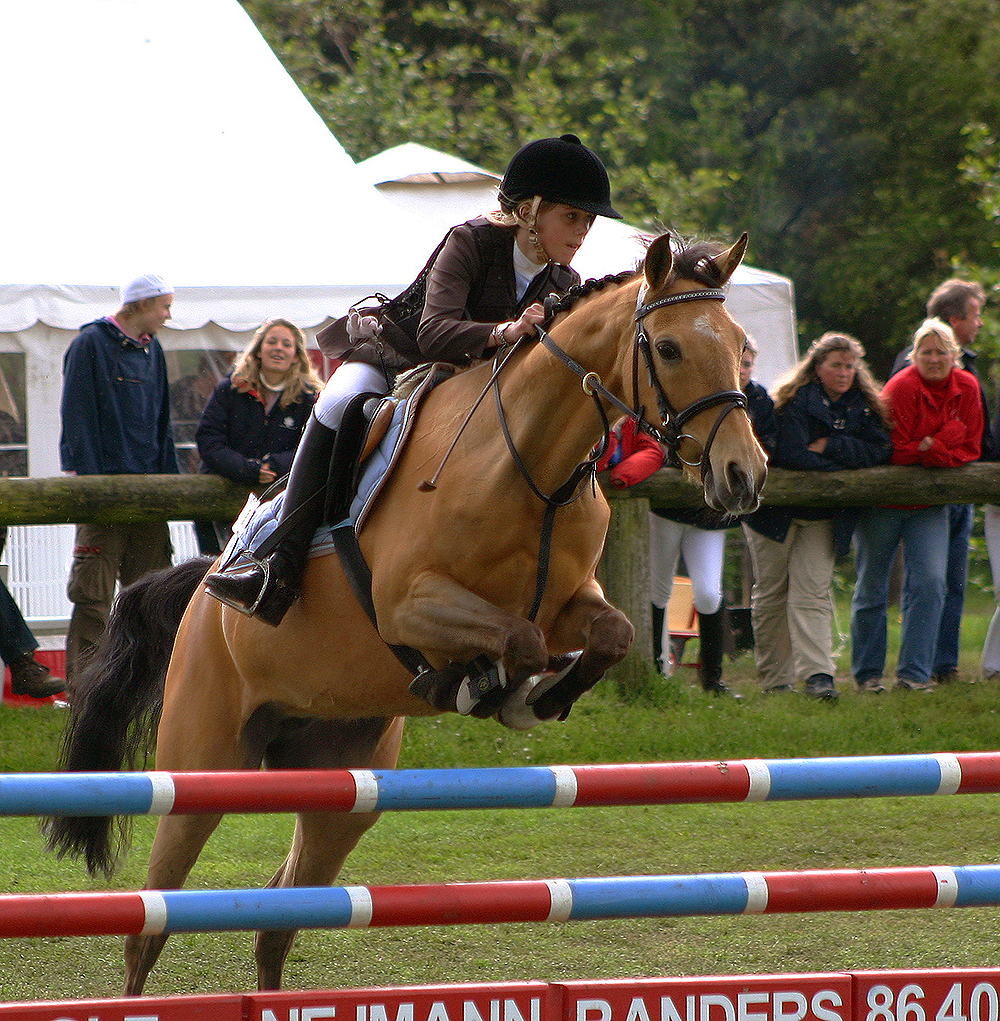
Baltic Cup i Randers 2006.

Banhoppning är den största ridsporten. Deltagarna rider en bana som, beroende på svårighetsgrad, är byggd med ett antal hinder med en viss höjd. 
Banhoppning har varit en olympisk gren sedan OS i Paris år 1900. Då fanns både höjd- och längdhopp med. Hoppning visades för första gången i TV 1948, under OS i London. 

## Historia
Hästhoppning härstammar från den irländska rävjakten. Tävlingsformen växte fram i mitten av 1800-talets England när man tog sig över naturliga hinder som diken och murar på landsbygden. De större tävlingarna i banhoppning blev vanliga vid tiden för OS i Paris 1900. Först 1953 blev det en VM-gren.

## Hindertyper
De olika hindertyperna delas in i två kategorier beroende på hur de byggs.

### Rättuppstående hinder[5]
Hindren är enkla, det vill säga utgörs av enbart ett par hinderstöd. Några rättuppstående hinder och hur de byggs är:
- Sax (ofta även kallad för kryss) – två bommar läggs som ett kryss där den ena bommens ände vilar mot hinderstödet och det andra på marken. Denna hindertyp används mest vid träning och inskolning av unga hästar där det lägsta mittenpartiet inbjuder till att hoppa centrerat över hindret.
- Räcke, Stationata – utgörs av två eller flera bommar på höjden, en planka eller grind kan blandas in för variationens skull.
  - Plank – plankor med ursågade ändar som hängs på hinderstöden, ett plankhinder består enbart av plank men enstaka plankor kan användas tillsammans med bommar.
  - Grind – består av en bit staket som hängs på hinderstöden, små grindar används som fyllnader tillsammans med bommar medan större grindar oftast används som jokerhinder.
- Mur – påminner om en stenmur men är gjord i trä och ihålig. De översta "stenarna" är ofta mindre och lättare att riva. Svårigheten med en mur är att den döljer landningen.

### Längdhinder

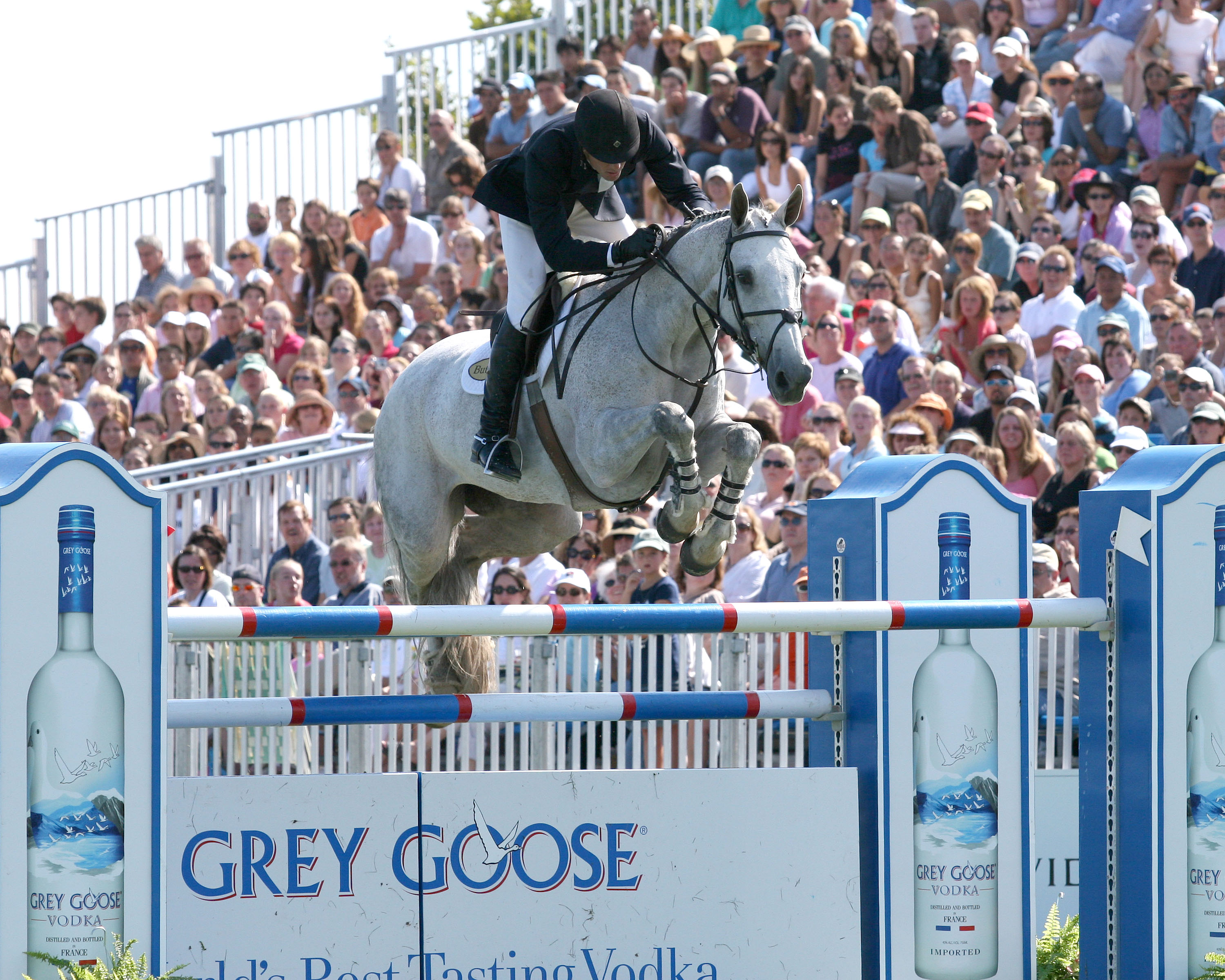
Hampton Classic i Bridgehampton, New York 2006.

Längdhinder utgörs av två eller fler par hinderstöd och har varierande längd mellan sig beroende på svårighetsgrad. De flesta kan dessutom enbart hoppas från ett håll såsom oxer, stigsprång, vattengrav och solfjäder.
- Oxer – är två räcken efter varandra. Det sista räcket utgörs av en ensam bom på samma höjd som översta bommen i räcket längst fram. En oxer har ofta samma längd eller max 20 cm längre mellan räckena som höjden på det högsta räcket. Kortare avstånd mellan räckena (så kallad kortoxer) kan dock förekomma. 
  - En parallelloxer har båda de översta bommarna i samma höjd.
  - En stigande oxer har den bakre översta bommen max tio centimeter högre än den främre.
  - En sjunkande oxer har den bakre bommen fem centimeter lägre än den främre, dock är denna typ av hinder ej tillåtna i Sverige på grund av olycksrisken.
  - En svensk oxer har ena räckets högra sida fem centimeter lägre än den vänstra och andra räckets vänstra sida fem centimeter lägre än den högra. Tittar man på hindret från anridningshållet ses bommarna som något krysslagda.
- Stigsprång – är mycket likt en oxer men är enklare att hoppa. Den bakre ensamma bommen utgör hindrets totalhöjd och den främre skall vara två tredjedelar av bakbommens höjd. Längden mellan räckena är kortare än höjden på dem.
- Trippelbarr – består av tre räcken i stigande höjd. Hindrets totalhöjd utgörs av den bakersta ensamma bommen medan den främsta bommens höjd rekommenderas vara ca hälften av hindrets totalhöjd. En trippelbarr har ofta samma längd eller max 40 cm längre mellan första och sista räcket än hindrets totalhöjd.
- Svinrygg – byggs med tre par hinderstöd, den mellersta bommen utgör hindrets totalhöjd, den första och sista bommen skall vara två tredjedelar av hindrets totalhöjd.
- Solfjäder – ett ovanligt hinder med ett hinderstöd som alla bommar utgår från. Den andra änden av bommen placeras mot ett eget hinderstöd i en, från ovan sett, solfjäderformation.
- Vattengrav – är en lång grav eller vattenmatta fylld med vatten och med enbart en liten upphöjning vid avstampet.
- Kryss – två räcken där bommarna korsas på mitten, hindret bildar ett kryss eller kors om man ser det ovanifrån. Ett hinder som idag är förbjudet i Sverige på grund av olycksrisken.

### Fyllnader
Under de flesta hindertyper finns plats för fyllnader som ger hindret karaktär och kan öka eller minska svårighetsgraden.
- Grindar – Bitar av staket stående på marken under hindret.
- Blomlådor – olika former av lådor med levande blommor eller plastblommor.
- Lådor – ihåliga trälådor i olika former (exempelvis huskroppar, låga murar, broar, häckar etc.) med dekormålning eller konstgräs.
- Skyltar – sponsorhinder har ofta skyltar med företagets namn som utfyllnad.
- Mattor – plastmattor för att efterlikna vattenhinder placeras under hindret, flera olika färger och former förekommer.

## Bedömningar
Banhoppning innefattar ofta en grundomgång där det gäller att ta sig runt banan felfritt inom en angiven maxtid och en omhoppningsomgång där det gäller att hoppa felfritt så snabbt som möjligt. Omhoppning sker endast om det blivit mer än en felfri i grundomgången. Det finns även en nybörjarklass, så kallad clear round, med extra låga hinder utan omhoppning där alla som tar sig runt felfritt får en rosett.
De olika bedömningar är följande:
- A – ryttare med lika antal felpoäng förklaras likplacerade.
- Clear round - rids som bedömning A.
- A:0 – ryttare med lika antal skiljs åt genom tiden i grundomgången.
- A:1 – ryttare skiljs åt genom en omhoppning (A:1a) eller två omhoppningar (A:1b).
  - A:1a – ryttare med lika fel i grundomgången skiljs åt genom en omhoppning där minst antal fel och snabbast tid vinner.
  - A:1b – ryttare med minst antal fel i första omhoppningen går vidare till en andra omhoppning där minst antal fel och snabbast tid vinner.
- Hoppning i två faser – ersätter bedömning A:1c och A:1d där ryttare utan fel i grundomgången direkt börjar med omhoppningen. Bedömningen av grundomgången kan vara A eller A:0, i omhoppningen kan det vara A, A:0 eller C.
- A:2 – grundomgång där ryttare med minst antal fel hoppar om tills en vinnare har korats.
- C – ryttaren med snabbast tid vinner. Vid nedslag, vägran eller tidsfel läggs straffsekunder till ryttarens totala tid..

De olika bedömningarna och kompletta reglerna kan hittas i tävlingsreglementet, TR III - hoppning.

## Hinderhöjder
Hinderhöjderna för häst (över 148 cm) är:
- 80 cm
- 90 cm
- 100 cm
- 110 cm
- 120 cm
- 130 cm
- 140 cm
- 150 cm
- 160 cm

För ponnyer beror höjden dels på klassens svårighetsgrad men även på ponnyns höjd; huruvida ponnyn är en A-, B-, C- eller D-ponny:
| Klass  | Höjd      | Höjd      | Höjd      | Höjd      | Antal hinder |
| Klass  | D-ponnyer | C-ponnyer | B-ponnyer | A-ponnyer | Antal hinder |
| ------ | --------- | --------- | --------- | --------- | ------------ |
| Lätt E | 70cm      | 60cm      | 50cm      | 40cm      | 5-8          |
| Lätt D | 80cm      | 70cm      | 60cm      | 50cm      | 6-9          |
| Lätt C | 90cm      | 80cm      | 70cm      | 60cm      | 7-9          |
| Lätt B | 100cm     | 90cm      | 80cm      | 70cm      | 8-10         |
| Lätt A | 110cm     | 100cm     | 90cm      | 80cm      | 10-12        |
| Msv B  | 120cm     | 110cm     | 100cm     | -         | 10-12        |
| Msv A  | 130cm     | 120cm     | -         | -         | 11-13        |
| Svår   | 135cm     | -         | -         | -         | 10-14        |

## Status, cuper och lagtävlingar
I Sverige har alla tävlingar en särskild status som berättar om vilka som får delta, vilka klasser man kan välja på och hur duktigt ekipaget är. 

### Klubb- och inbjudningstävling
Klubbtävlingen är den som har lägst status och här får bara klubbens medlemmar deltaga. Klubbmedlem är den som har betalat en helårsavgift till sin ridklubb.
Efter klubbtävlingen kommer inbjudningstävlingen där klubben som anordnar tävlingen kan bjuda in högst fem andra klubbar att låta sina medlemmar delta också. Klasserna kan göras öppna, det vill säga att uppklassade hästar och ponnyer får lov att starta. Annars gäller samma regler som vid lokaltävling.

### Lokaltävling
Lokaltävling är när man tävlar inom det område ens klubb tillhör. På lokaltävling krävs det att ryttaren har en ryttarlicens, och då lägst lokallicens, som är utfärdad i Sverige för att få tävla.
Det får finnas klasser i högst 1,10 för häst och Lätt B för ponny. Man får tävla B-ponny tills man är 13 år. C-D ponny 20 år.

### Regionaltävling
För att få delta i en regionaltävling måste ryttaren ha minst junior- eller seniorlicens beroende på ålder. Dessutom måste hästen/ponnyn ha licens.
Här får även nordiska och utländska ekipage som bott i Sverige minst ett år deltaga.
Högsta klassen som får finnas är 1,30 för häst och MSV B för ponny.

### Nationell tävling
Nationella tävlingar får innehålla klasser upp till 150 hoppning för häst samt svår hoppning för D-ponny (MSV A för C- ponny, MSV B för B-ponny).

### Elittävling
När ett ekipage har uppnått ett visst resultat i de nationella tävlingarna kan man starta i elittävlingarna där mästerskap som SM och EM-kvalen går.
Högsta klassen är 1,60 för häst och MSV A/Svår för ponny.

### Cuper och lagtävlingar
Det finns även många olika cuper och lagtävlingar inom banhoppningen, däribland allsvenskan som delas in i tre divisioner.
Division III är lägst och finns inte i alla distrikt. Om man vinner, alternativt blir andraplacerad i hela Division I, blir klubben uppgraderad till Ponnyallsvenskan Elit, som  innehåller tre omgångar. Genom att prestera lika bra i elitallsvenskan blir laget kvalificerad till Lag-SM på Strömsholm. 
Reglerna för cuperna och lagtävlingarna ändras med jämna mellanrum, varför man bör hålla utkik efter tillkomna och borttagna regler.
Andra cuper och lagtävlingar i Sverige för häst är bland annat:
- Agria Junior Mästare
- YR Krafft Cup
- Krafft Ungdoms GP
- Morgondagens Vinnare
- Lamicell Cup
- Hopp för alla
- Sveland Cup

Och för ponny:
- Ponnia Cup
- Start Cup
- Baltic Cup
- Ridsport Ponny Cup
- Mountain Horse Pony Cup
- Börjes Cup
- Midsommarcupen
- Sveland Cup
- Junior Cup
- Ponnyallsvenskan

## Felpoäng
Som olydnad räknas bland annat vägran, utbrytning, volt tillbaka samt istadighet.
- Rivning: 4 fel.
- Första olydnaden: 4 fel.
- Andra olydnaden: 4 fel (klubb- och lokaltävling).
- Andra olydnaden: Uteslutning (regional, nationell och elittävling).
- Tredje olydnaden: Uteslutning (klubb- och lokaltävling).
- Även korsande av eget spår räknas som olydnad.
- Tramp i vattengraven: 4 fel.
- Överskriden maxtid: 1 fel per varje påbörjad fyrsekundsperiod.
- Hoppar fel hinder: uteslutning.
- Om ryttaren ramlar av: uteslutning.